# Phalides
Phalides (altgriechisch Φαλίδες) waren nach Georgios Synkellos Priesterinnen der argivischen Hera. Nachdem Admete, die Tochter des Eurystheus, König von Mykene und Tiryns, für 38 Jahre das Amt innegehabt hatte, wurden die Phalides etwa eine Generation vor dem Trojanischen Krieg zu ihren Nachfolgerinnen. Über die Phalides ist sonst nichts überliefert. Wahrscheinlich entstammten sie wie ihre Vorgängerinnen aus einem der argivischen Königshäuser.